# Джъстин Бийбър световно турне Purpose
Световното турне „Purpose“ е третото световно турне на канадския изпълнител Джъстин Бийбър. То е в подкрепа на четвъртия си студиен албум „Purpose“ (2015) Турнето започва на 9 март 2016 г. в Сиатъл и приключва на 6 септември 2017 г. в Торонто.
Турнето е обявено на 11 ноември 2015 г. в The Ellen DeGeneres Show (известно американско тв шоу като „Шоуто на Елън“). В същия ден 58 дати в САЩ и Канада са обявени в сайта на певеца. Поради изключителното голямо търсене са добавени и допълнителни концерти в няколко града.

## Концертът
Шоуто започва с появяването на изпълнителя в стъклен куб „изскачащ“ под сцената, който го извисява над публиката, изпълнявайки първата песен от албума „Mark my words“. Младия изпълнител пише думи като „hope“, „faith“ и т.н с маркер на стените на стъкления куб. По време на второто си изпълнение, извън стъкления куб той се появява на фона на холограми, а над него окачени във въздуха танциорите облечени в бяло, акробатират на песента Where are you now?”. За I’ll show you на сцената пада буквално стоманена клетка, под която той обикаля, докато холограмни огнени бури го заобикалят.
В изпълнението на „Love yourself“, Бийбър свири на акустична китара, докато седи на червен диван от кадифе в центъра на сцената. По-късно, акустичната почивка също продължава със свежото соло изпълнение на "Home to mama” и новата песен, наречена „Несигурност“. След акустичения сет, „Boyfriend“ се изпълнява, от танцьори в черни бодита и LED светлини, създаващи „светлинно шоу“ в хореографията. По-късно, „Been you“ се изпълнява от Бийбър и неговите танцьори, с помощта на dance break, докато в „Company“, "скрита платформа забита в тавана, започва да се спуска и това се оказа гигантски, окачен батут, на който Джъстин прави няколко задни салта. „No sense“ е последвана от изпълнението на „Hold tight“ и „No pressure“. Изпълнението на „As long as you love me“ притежава тежки електрически рефрени. Докато носи тениска на Marilyn Manson, той „въвежда и прегръща учениците танцьори“. По време на „Children“, което е последвано от „Life is worth living“, където Бийбър е подкрепен от танцуващи двойки в ярък бял цвят, които правят по-съвременна хореографията. В „What do you mean?“, танцьори на скейтборд обикалят певеца, който по това време се е преоблякъл в чифт маратонки, украсени с логото на турнето (Purpose). Изпълнението на (Baby) се счита за „игриво“, и по-късно той изпълнява „Purpose“ на бял роял. Концертът завърши с "Sorry” където Бийбър стои с неговите танцьори под изкуствен дъжд.

## Сетлист
1.Mark My Words
2.Where Are U Now
3.Get Used To It
4.“I’ll Show You”
5.The Feeling
6.Boyfriend
7.Love Yourself
8.Been You
9.Company
10.No Sense
11.Hold Tight
12.No Pressure
13.As Long As You Love Me
14.Children
15.Let Me Love You
16.Life is Worth Living
17.“What Do You Mean?”
18.Baby
19.Purpose
20.Sorry